# من دیگر (فیلم ۲۰۲۲)
من دیگر (انگلیسی: Another Me, چینی: 李茂换太子; پین‌یین: Lǐ Mào huàn tàizǐ; به معنای «لی مائو با ولیعهد عوض می‌شود»؛ همچنین شناخته‌شده با عنوان چینی: 李茂扮太子; پین‌یین: Lǐ Mào bàn tàizǐ; به معنای «لی مائو خود را به عنوان ولیعهد درمی‌آورد») یک فیلم کمدی چینی محصول سال ۲۰۲۲ است که توسط نیو کلاسیکس مدیا تولید شده‌است. این فیلم در ۱ ژانویه ۲۰۲۲ منتشر شد و ما لی، چانگ یوان، آی لون، و وی شیانگ در آن نقش آفرینی کرده‌اند. این فیلم تنها امتیاز ۴٫۸ از ۱۰ را در دوبان دریافت کرد.

## طرح داستان
این فیلم یک پاسبان (捕快) به نام لی مائو را به تصویر می‌کشد که با یانگ جیاژن، زنی از خانواده‌ای ثروتمند ازدواج کرده و به‌طور غیرمنتظره‌ای متوجه می‌شود که چهرهٔ لی مائو همانند چهرهٔ شاهزادهٔ ولیعهد است. لی مائو می‌خواهد برای گرفتن ترفیع به کاخ امپراتوری برود، در حالی که ولیعهد می‌خواهد کاخ را ترک و آزادانه زندگی کند. در نتیجه، این دو تغییر هویت می‌دهند، اما با توطئه‌های مقامات عالی در کاخ روبرو می‌شوند.

## بازیگران
- ما لی
- چانگ یوان [zh]
- آی لون [zh]
- وی شیانگ[چ] (魏翔)
- وانگ چنگسی[ح] (王成思)
- دو شیائیو[خ][۵] (杜晓宇)

## انتشار
این فیلم در اصل برای انتشار در ۳۱ دسامبر ۲۰۲۱ برنامه‌ریزی شده بود، اما تاریخ آن به ۱ ژانویه ۲۰۲۲ موکول شد.